# Белая Натопа
Белая Натопа (бел. Белая Натапа) — река в Могилёвской области Белоруссии. Левый приток Чёрной Натопы.

## Происхождение названия
Согласно В. Н. Топорову и О. Н. Трубачеву, название реки Натопа имеет балтское происхождение — *Nat-ap- «крапивная река».

## География
Длина реки составляет 50 км, площадь водосборного бассейна — 226 км².
Исток у деревни Богатьковка Мстиславского района. Направление течения сначала на восток, потом на юг. На реке расположены деревни Подсолтово, Даниловка, Кокотово, Копачи, Ксендзовщина, Клин, Мазолово, Новое Село, Бескаково, Золочево, Лопатино, Доброе, Дубровка. Ниже последней впадает в Чёрную Натопу.
Притоки: Домалка (левый), Альховка (правый), Дедовец (правый).